# Шебелинское газовое месторождение
Шебелинское газовое месторождение — газоконденсатное месторождение, входит в Днепровско-Припятский нефтегазоносный бассейн, расположено в нескольких районах Харьковской области.

## История
Шебелинская структура была выявлена в 1947 г., месторождение открыто в 1950 г..
Продуктивные песчаники и алевриты перми и карбона залегают на глубине 1,4 — 2,4 км.
Начальные запасы природного газа составляли 529 млрд м³. На тот момент оно считалось одним из крупнейших в Европе[уточнить].
В 1956 году месторождение было введено в промышленную разработку, в том же году был построен газопровод Шебелинка — Харьков. В результате, с 1956 г. газоснабжение Харькова осуществляется с использованием газа, добываемого на Шебелинском месторождении.
Был проложен ряд мощных газопроводных магистралей к городам и промышленным центрам: Шебелинка — Белгород и Брянск; Шебелинка — Острогожск, Шебелинка — Полтава — Киев и Шебелинка — Днепропетровск — Одесса.
После провозглашения независимости Украины стало крупнейшим газоконденсатным месторождением на территории Украины.
К 2007 году объём добычи остаточных запасов газа превысил прогнозируемые запасы более чем в два раза.
На 2011 год было добыто около 570 млрд м³ газа (приблизительно 90 % подсчитанных запасов).

## Современное состояние
Газ по составу метановый, содержание конденсата — 14-16 г/м³. Обслуживается газопромышленным управлением «Шебелинкагаздобыча». Общая площадь провинции составляет 100 тыс. км².
В окрестностях Шебелинского месторождения начались исследования нескольких перспективных площадей: Северо-Шебелинской, Восточно-Шебелинской, Южно-Шебелинской и Западно-Шебелинской, суммарные ресурсы которых оцениваются в 100 млрд. м³ газа.